# 西羅米亞特尼科韋
51°20′34″N 33°55′31″E / 51.34278°N 33.92528°E
西羅姆亞特尼科韋（烏克蘭語：Сиром'ятникове）是位於烏克蘭東北部的村莊，由蘇梅州科諾托普區的新斯洛博達市鎮負責管轄。該村距離普季夫利、克尼亞濟夫卡和托夫切尼科韋1公里，海拔高度182米，2001年人口6。